# ブリッジズ・トゥ・バビロン
『ブリッジズ・トゥ・バビロン』(Bridges to Babylon)は、1997年にリリースされたローリング・ストーンズのオリジナル・アルバム。公式においても「B2B」と略されることもある。本作の初回盤は、蔦模様の印刷された透明なプラスチックケースに封入された。

## 概要
今作は、ドン・ウォズを含む何組ものプロデュサーと組んで制作したアルバムで、これまでストーンズのアルバムではグリマー・ツインズともう1人、という制作方法が破られた点では非常に画期的である。このため、楽曲の印象はもちろん、完成度についても大きな乖離が見られる。これについて、初回盤に封入されているライナーノーツのコメントにてジャガーは「マイルス・デイヴィスはアルバムごとでプロデューサーを変えたけど、バンドではできないから、こういう形にしてみたんだ」と語っている。こうした影響から、収録楽曲全体の質は高かったにもかかわらず、アルバムそのものの評価は高くなく、本国やアメリカ合衆国での売上はあまり伸びなかったが、前作同様に発売同時にワールド・ツアーを敢行したことで世界的に売上を伸ばし、大ヒットを記録した。南米や、後述の東欧での人気は特に顕著であった。
また、ジャガーとリチャーズの2人の持つ個性が特に顕著になっているという点もある。前述の複数人のプロデューサーを起用するという考えはもちろん、1曲目の「フリップ・ザ・スイッチ」と11曲目の「トゥー・タイト」でアップライト・ベースを使った古典的嗜好のリチャーズらしさなどがそれを際立てている。今作ではストーンズの歴史上初かつ2016年時点で唯一となる「1枚のアルバムにおいてキースのリードヴォーカル曲が3曲収録」も大きな特徴である。メンバー4人の他、お馴染みのダリル・ジョーンズ（ベース）、バナード・ファーラー（バック・ヴォーカル）といったサポート・メンバー、さらにビリー・プレストン（オルガン）、ワディ・ワクテル（ギター）、ミシェル・ンデゲオチェロ（ベース）、ジム・ケルトナー（パーカッション）、ウェイン・ショーター（サックス）などといったゲスト・ミュージシャン、共同プロデューサーの1人であるドン・ウォズも演奏に参加、現在まで参加ミュージシャンが最も多い作品である。
2曲目の「エニバディ・シーン・マイ・ベイビー?」は、k.d.ラングとBen Minkの名がクレジットされている。これはこの曲のコーラス部分が2人が作曲したk.d.ラングのヒット曲「Constant Craving」に似ていたためで、訴訟を避けるための処置である。元々は、1970年代に出来た楽曲であるが、長年お蔵入りになっていたのをこのアルバムでようやく日の目を見た。ミュージック・ビデオには、女優としてようやく名の売れ始めたアンジェリーナ・ジョリーがストリッパー役として出演していたため、後に話題となった。日本ではアルバムが世界先行発売となったため、リカット・シングルとなった。
ちなみに、リチャーズによれば10曲目の「オールウェイズ・サファリング」において、自分はギターを弾いただけで制作そのものにはほとんど関与していないと発言している他、自身のパートを録り終えた後は、ほとんどトラックに興味を見せなかったワッツが、トラックについていくつかの注文をつけたこともあったという。

## 収録曲
1. フリップ・ザ・スイッチ - Flip the Switch 3:28
2. エニバディ・シーン・マイ・ベイビー? - Anybody Seen My Baby? (Mick Jagger/Keith Richards/K.D. Lang/Ben Mink) 4:31
3. ロウ・ダウン - Low Down 4:26
4. オールレディ・オーヴァー・ミー - Already Over Me 5:24
5. ガンフェイス - Gunface 5:02
6. ユー・ドント・ハフ・トゥ・ミーン・イット - You Don't Have to Mean It 3:43
7. アウト・オブ・コントロール - Out of Control 4:43
8. セイント・オブ・ミー - Saint of Me 5:15
9. マイト・アズ・ウェル・ゲット・ジュースト - Might as Well Get Juiced 5:23
10. オールウェイズ・サファリング - Always Suffering 4:44
11. トゥー・タイト - Too Tight 3:33
12. シーフ・イン・ザ・ナイト - Thief in the Night (Mick Jagger/Keith Richards/Pierre de Beauport) 5:16
13. ハウ・キャン・アイ・ストップ - How Can I Stop 6:54
14. 悲しみのアンジー - Angie (Live Performance in Tokyo Dome, March 6th, 1995) 3:52 
  - 日本盤のみのボーナス・トラック

## ワールド・ツアー
「The Rolling Stones Bridges to Babylon World Tour 1997/98」と銘打ち（以下B2Bツアー）、9月4日トロントのホースシュー・タヴァーン公演を皮切りに、翌年9月まで107公演行われた。日本公演は、1998年3月12日から21日までの6公演。B2Bツアーはこれまで行われてきたツアーの中でも最も多くのトラブルを孕んだツアーでもあった。北米、アジア・オセアニア、中南米と中盤までは順調だったが、終盤のヨーロッパツアー直前にリチャーズが、自宅書庫の梯子から落下し、肋骨2本を折る怪我をしたため、約1月ツアーの延期と変更がなされた。1998年よりイギリスで新たに導入された課税制度による影響で「ツアーそのものが赤字になる」というジャガーの発言から、イギリス公演が翌1999年までの約1年間持ち越されることになった。これらの穴埋めのため、1999年に発表されたライヴ・アルバム「ノー・セキュリティ」の名を冠したツアーを、舞台セットや演目等、これまでスタジアムばかりの公演からアリーナのみという珍しい内容に変えて北米エリアのみで行われた。このため、イギリス公演では舞台セットはB2Bツアーに戻されたものの、セット・リストはノー・セキュリティ・ツアーに近い内容となっている。こうしたトラブルが続いたツアーであったが、リチャーズはツアー開始時より「バンドの調子は良い」と度々発言しており、パフォーマンス自体はイギリス公演まで終始安定したまま終了した。また、このツアーではバンド史上、東欧などで本格的に行われた初のツアーでもあり、一時は大規模な公演が行えるのかという不安の声も上がっていた。しかし蓋を開けてみれば、大規模なスタジアムでのチケットを完売させただけでなく、その反響からアルバムも大ヒットするなど、該当地域では大きく話題にあがるほどの盛況ぶりだった。